# Catherine Jeppsson
Catherine Jeppsson, född Catrine Marie-Louise Jeppsson 9 januari 1958 i Helsingborg, är en svensk skådespelare.

## Filmografi
- 1982 – Den enfaldige mördaren
- 1986 – War Dog
- 1986 – Skånska mord (TV-serie)
- 1987 – Jim och piraterna Blom
- 1987 – Sanning och konsekvens
- 1988 – Som man ropar (TV-serie)
- 1989 – Sandra
- 1993 – Polisen och domarmordet (TV-serie)
- 2002 – Den 5:e kvinnan (TV-serie)
- 2002 – Familjen (TV-serie)
- 2004 – Fjorton suger
- 2005 – Wallander – Innan frosten
- 2006 – Du & jag
- 2007 – Hata Göteborg
- 2013 – Wallander – Försvunnen
- 2013 – Kk

## Teater

### Roller
| År   | Roll            | Produktion                                                                     | Regi             | Teater                   |
| ---- | --------------- | ------------------------------------------------------------------------------ | ---------------- | ------------------------ |
| 1995 | Suzanne         | Som man bäddar (Pyjama Pour Six) Marc Camoletti                                | Jan Nielsen      | Helsingborgs stadsteater |
| 1995 | Pattie          | En fröjdefull jul (Season's Greetings) Alan Ayckbourn                          | Marianne Rolf    | Helsingborgs stadsteater |
| 1998 | Virginia        | En fru för mycket (Up and running) Derek Benfield                              | Hans Bergström   | Helsingborgs stadsteater |
| 1999 | Yvonne          | Rika barn leka bäst Carin Mannheimer                                           | Birgitta Palme   | Helsingborgs stadsteater |
| 2000 | Socialassistent | Kode Bengt Ohlsson                                                             | Lars Svenson     | Helsingborgs stadsteater |
| 2001 | Modern          | Besök (Besøk) Jon Fosse                                                        | Sofia Sjöberg    | Helsingborgs stadsteater |
| 2006 | Fräulein Mayr   | Cabaret John Kander, Fred Ebb och Joe Masteroff                                | Christian Tomner | Helsingborgs stadsteater |
| 2008 | Martha          | Vem är rädd för Virginia Woolf? (Who's Afraid of Virginia Woolf?) Edward Albee | Torbjörn Klasson | Turné                    |